# Velko Markoski
Velko Markoski (mazedonisch Велко Маркоски; * 5. April 1986 in Struga, SR Mazedonien, SFR Jugoslawien) ist ein nordmazedonischer Handballspieler, der zumeist auf Rückraum Links eingesetzt wird. Sein jüngerer Bruder Nikola ist ebenfalls Handballspieler.
Der 1,94 m große und 100 kg schwere Rechtshänder begann seine Profikarriere 2004 beim mazedonischen Verein RK Vardar Skopje. Mit dem Hauptstadtklub gewann er 2007 und 2009 die mazedonische Meisterschaft sowie 2007 und 2008 den Pokal. International erreichte er die Gruppenphase der EHF Champions League 2004/05 sowie das Halbfinale im EHF-Europapokal der Pokalsieger 2004/05, das Viertelfinale im EHF Challenge Cup 2005/06, das Viertelfinale im EHF-Europapokal der Pokalsieger 2006/07, die Gruppenphase der EHF Champions League 2007/08 und 2009/10 sowie die dritte Runde im EHF-Europapokal der Pokalsieger 2008/09.  Seit 2010 läuft er für den Stadtrivalen RK Metalurg Skopje auf. Mit Metalurg wurde er 2011, 2012 und 2014 Meister sowie 2011 und 2013 Pokalsieger. Im EHF-Pokal 2010/11 und in der EHF Champions League 2011/12 kam er ins Achtelfinale, in der EHF Champions League 2012/13 und 2013/14 ins Viertelfinale. Im Sommer 2015 wechselte Markoski zu Rabotnički Skopje und schloss sich im Dezember 2015 dem kroatischen Klub RK Zagreb an. Mit Zagreb gewann er 2016 und 2017 die Meisterschaft sowie den kroatischen Pokal.
Mit der Mazedonischen Nationalmannschaft nahm Velko Markoski an der Weltmeisterschaft 2009, der Europameisterschaft 2012, der Weltmeisterschaft 2013 und der Europameisterschaft 2014 teil. Er bestritt bisher 44 Länderspiele, in denen er 48 Tore erzielte.